# Gaston Dupouy
Gaston Léopold Dupouy (* 7. August 1900 in Marmande, Lot-et-Garonne; † 22. Oktober 1985 in Toulouse) war ein französischer Physiker.
Gaston Dupouy war in Paris im Hochfeldlabor von Aimé Cotton. Er wurde 1950 Direktor des CNRS. Ab 1957 war er wieder in Toulouse, wo er Professor an der Faculté des Sciences war und das Labor für Elektronenoptik (Laboratoire d´optique électronique, LOE) gründete, für das er ein sehr leistungsfähiges 1 MeV Elektronenmikroskop konstruierte (in einem kugelförmigen Gebäude untergebracht, das dann auch la boule genannt wurde). Am LOE arbeitete er eng mit Charles Fert zusammen, der sein stellvertretender Direktor war.  Seit 1989 ging das LOE im CEMES (Centre d'élaboration de matériaux et d'études structurales) auf. 
Er war Ehrendirektor des CNRS, deren Goldmedaille er 1957 erhielt (und die auf seine Initiative hin gestiftet wurde). 1950 wurde er in die Académie des sciences gewählt. Ein Gebäude der Universität Paul Sabatier ist nach ihm benannt.
1972 wurde er Mitglied der traditionsreichen Académie des Jeux Floraux in Toulouse.